# Rob Boyd
Robert Alexander „Rob“ Boyd (* 15. Februar 1966 in Vernon, British Columbia) ist ein ehemaliger kanadischer Skirennläufer. Er war ab 1985 Mitglied der kanadischen Skinationalmannschaft, die für die im eigenen Land ausgetragenen Olympischen Winterspiele 1988 neu formiert wurde. Während seiner zwölf Jahre dauernden Karriere gewann er drei Weltcupabfahrten. Er nahm einmal an Olympischen Spielen teil und konnte sich sechs Mal für Alpine Skiweltmeisterschaften qualifizieren. 1989 war er der erste Kanadier, der auf heimischer Piste ein Weltcuprennen gewinnen konnte. Wegen seines spektakulären, risikoreichen Fahrstils wurde er in der Nachfolge der so genannten Crazy Canucks gesehen.

## Werdegang
Boyd stand im Alter von drei Jahren erstmals auf Skiern und begann mit elf Jahren erste Rennen zu bestreiten. Anfänglich spielte er neben dem Skisport auch Eishockey und versuchte sich in Nachahmung seiner Schwester, einer erfolgreichen Skiakrobatin, auch im Freestyle. Als die Anzahl der Skirennen stetig zunahm, konzentrierte er sich auf den alpinen Rennsport.
Als 14-Jähriger schloss er sich der landesinternen Rennserie um den Fleischmann Cup und den Rennen um den nordamerikanischen Nor-Am Cup an. 1983 wurde er Mitglied der Skimannschaft der Provinz British Columbia. Nach dem Gewinn des Fleischmann Cups im Jahr 1984 wurde er in die so genannte National Development Group aufgenommen, einem Nachwuchskader, der vom kanadischen Skiverband mit Hinblick auf die im eigenen Land auszutragenden Olympischen Winterspiele 1988 formiert wurde. Unter der Ägide des ehemaligen österreichischen Abfahrtstrainers Heinz Stohl gelang Boyd 1985 der Sprung in den B-Kader der kanadischen Skinationalmannschaft. In der Saison 1985/86 gewann er punktegleich mit den US-Amerikanern Sam Collins und Mike Brown die Abfahrtswertung des Nor-Am Cup. Im selben Winter bestritt er seine ersten Weltcuprennen.
Gleich bei seinem zweiten Rennen im Dezember 1985 in Gröden fuhr er auf den zehnten Platz, den er zwei Monate später bei der Weltcupabfahrt in Åre mit einem sechsten Platz bestätigte. In seiner zweiten Weltcupsaison gelang ihm wiederum in Gröden sein erster Weltcupsieg. Seine aggressive, kompromisslose Fahrt auf eisiger Piste von Startnummer 26 auf das Siegespodest begründete seinen Ruf als Nachfolger der so genannten Crazy Canucks und er rückte in die Rolle der Schlüsselfigur im kanadischen Alpinteam vor. Sechs Wochen nach diesem Erfolg errang er bei den Alpinen Skiweltmeisterschaften 1987 im schweizerischen Crans-Montana den fünften Platz in der Abfahrt und durchbrach als einziger Fahrer die Phalanx der dominierenden Schweizer Fahrer.
Im Vorfeld der Olympischen Winterspiele 1988 in Calgary konnte Boyd seinen Sieg in Gröden wiederholen und landete bei weiteren vier Abfahrten unter den besten Zehn. Die olympischen Wettkämpfe, zu denen er mit hohen Erwartungen angereist war, verliefen jedoch enttäuschend. In der Abfahrt erreichte er nur Rang 16, in der Alpinen Kombination schied er aus.
In der nacholympischen Saison kam er erneut fünf Mal unter die besten Zehn und schloss die Saison mit einem Sieg bei der Abfahrt von Whistler ab. Bei den Panamerikanischen Spielen in Las Leñas gewann er die Silbermedaille in der Abfahrt. Danach erlitt er wiederholt schwere Verletzungen. Trotz vereinzelter Spitzenresultate, so ein zweiter Platz in Gröden (Dezember 1990), ein dritter Platz beim Hahnenkammrennen (Januar 1991) und zwei vierte Plätze bei der Doppelabfahrt von Gröden (Dezember 1992) blieben konsistent gute Platzierungen aus. Schließlich zog er sich im Februar 1997 aus dem Weltcup zurück.
In den folgenden drei Jahren nahm er als Profiskifahrer an mehreren Rennen teil. Nachdem er bereits zwischen 1986 und 1997 als Kommentator bei Weltcuprennen Medienerfahrung gesammelt hatte, trat er nach seiner sportlichen Karriere in einer Reihe von Filmen als Freestyler oder Stuntfahrer auf. Seit 2004 arbeitet er als Trainer beim kanadischen Skiverband.

## Erfolge

### Olympische Spiele
- Calgary 1988: 16. Abfahrt, 22. Super-G

### Weltmeisterschaften
- Crans-Montana 1987: 5. Abfahrt
- Vail 1987: 11. Abfahrt
- Saalbach-Hinterglemm 1991: 14. Abfahrt
- Morioka-Shizukuishi 1993: 25. Abfahrt
- Sierra Nevada 1996: 28. Abfahrt

### Weltcupsiege
| Datum             | Ort      | Land    | Disziplin |
| ----------------- | -------- | ------- | --------- |
| 13. Dezember 1986 | Gröden   | Italien | Abfahrt   |
| 12. Dezember 1987 | Gröden   | Italien | Abfahrt   |
| 25. Februar 1989  | Whistler | Kanada  | Abfahrt   |

### Weitere Erfolge
- Gewinn der Abfahrts-Disziplinenwertung des Nor-Am Cup 1985/86
- 1 kanadischer Meistertitel (Super-G 1991)
- Panamerikanische Winterspiele 1990: Silber in der Abfahrt